# Without You (David-Guetta-Lied)
Without You ist ein Lied des französischen DJ und Produzenten David Guetta, das er zusammen mit dem US-amerikanischen Sänger Usher aufgenommen hat. Der Song wurde offiziell am 27. September 2011 als dritte Singleauskopplung aus Guettas fünftem Studioalbum Nothing but the Beat veröffentlicht. Produziert wurde das Lied von Guetta sowie von den Musikproduzenten Giorgio Tuinfort, Frédéric Riesterer sowie von Black Raw.

## Hintergrund
Usher wollte zunächst, dass der Song als Titel für sein Album produziert wird. Guetta lehnt dies jedoch ab. Guetta sagte vor der Veröffentlichung über sein Lied gegenüber dem Musikmagazin Billboard, dass dies der beste Song, den er je produziert habe, werden könnte. Gegenüber MTV News sagte Guetta, dass er Without You mit Usher aufnehmen wollte, da er für seine erfolgreichen Balladen bekannt sei. Usher sagte über den Song, dass dadurch, dass in dem Lied die verschiedenen Genres wie R&B, Pop, House sowie elektronische Musik kombiniert werden, der Song das sei, was Musik wirklich ist.

## Musikvideo
Das Video zu Without You wurde an einem Strand in Portugal aufgenommen. Das Video zeigt unter anderem Ausschnitte von mehreren Partys in Thailand, den USA, Brasilien und Südafrika. Am Ende des Videos verschmelzen die Kontinente miteinander und die Partys werden zu einer großen Party zusammengeführt. Die offizielle Premiere des Videos fand am 14. Oktober 2011 statt.

## Kommerzieller Erfolg

### Chartplatzierungen
| ChartsChartplatzierungen       | Höchstplatzierung | Wochen |
| ------------------------------ | ----------------- | ------ |
| Deutschland (GfK)              | 7 (37 Wo.)        | 37     |
| Frankreich (SNEP)              | 6 (55 Wo.)        | 55     |
| Österreich (Ö3)                | 5 (29 Wo.)        | 29     |
| Schweiz (IFPI)                 | 3 (30 Wo.)        | 30     |
| Vereinigte Staaten (Billboard) | 4 (30 Wo.)        | 30     |
| Vereinigtes Königreich (OCC)   | 6 (38 Wo.)        | 38     |
| Wallonie (Ultratop)            | 5 (22 Wo.)        | 22     |

| ChartsJahrescharts (2011)      | Platzierung |
| ------------------------------ | ----------- |
| Deutschland (GfK)              | 39          |
| Frankreich (SNEP)              | 46          |
| Österreich (Ö3)                | 57          |
| Schweiz (IFPI)                 | 43          |
| Vereinigte Staaten (Billboard) | 73          |
| Vereinigtes Königreich (OCC)   | 50          |
| Wallonie (Ultratop)            | 83          |

| ChartsJahrescharts (2012)      | Platzierung |
| ------------------------------ | ----------- |
| Frankreich (SNEP)              | 112         |
| Vereinigte Staaten (Billboard) | 50          |

### Auszeichnungen für Musikverkäufe
| Land/Region                  | Auszeichnungen für Musikverkäufe (Land/Region, Auszeichnung, Verkäufe) | Verkäufe  |
| ---------------------------- | ---------------------------------------------------------------------- | --------- |
| Australien (ARIA)            | 4× Platin                                                              | 280.000   |
| Belgien (BRMA)               | Gold                                                                   | 15.000    |
| Brasilien (PMB)              | Platin                                                                 | 60.000    |
| Dänemark (IFPI)              | Gold                                                                   | 15.000    |
| Deutschland (BVMI)           | Gold                                                                   | 150.000   |
| Frankreich (SNEP)            | —                                                                      | 82.900    |
| Italien (FIMI)               | 3× Platin                                                              | 90.000    |
| Neuseeland (RMNZ)            | Platin                                                                 | 15.000    |
| Österreich (IFPI)            | Gold                                                                   | 15.000    |
| Schweiz (IFPI)               | Platin                                                                 | 30.000    |
| Spanien (Promusicae)         | Gold                                                                   | 30.000    |
| Vereinigte Staaten (RIAA)    | 2× Platin                                                              | 2.935.000 |
| Vereinigtes Königreich (BPI) | Platin                                                                 | 920.000   |
| Insgesamt                    | 5× Gold · 13× Platin ·                                                 | 4.437.900 |

Hauptartikel: David Guetta/Auszeichnungen für Musikverkäufe